# محمد علاء الدين
محمد علاء الدين كاتب وروائي وسيناريست مصري، لفتت روايته الأولى إنجيل آدم له الأنظار بشدة، ونالت احتفاءً كبيرًا من كتاب مثل بهاء طاهر وصنع الله إبراهيم وعبد الوهاب الأسواني.
كما تم اختياره من بين أهم كُتاب الألفية الجديدة في مجلة أخبار الأدب في العام 2011، كما ذكره الكاتب الأمريكي بول توتونجي في مقاله المعنون بـ«خمسة مؤلفين مصريين لا تعرفهم، ولكن يتوجب عليك قراءتهم».
لعلاء الدين تسعة كتب، خمسة من الروايات وهم إنجيل آدم، اليوم الثاني والعشرون، الصنم، القدم، وكلب بلدي مدرب. واربعة من المجموعات وهم الضفة الأخرى، الحياة السرية للمواطن م، الصغير والحالي، وموسم الهجرة لاركيديا.

## حياته
- ولد محمد علاء الدين بباب اللوق في 7 أكتوبر من عام 1979، ونال شهادة الليسانس في الآداب—قسم الإعلام—شعبة الصحافة من جامعة حلوان في العام 2001.
- عُرف علاء الدين بأسلوب التداعي الحر في كتابته، ورأت «الأهرام»—بتاريخ 10 مايو 2006—أن روايته الأولى إنجيل آدم «قدمت تجربة جديدة في الكتابة تعكس مرحلة أو موجة جديدة من الكتابة هي بالتأكيد انعكاس للواقع الاجتماعي الذي أصبح بلا ثوابت من أي نوع». وهي «جحيم عصري يسكنه العاديون» علي حد تعبير الكاتب طارق إمام في مقالته بجريدة أخبار الأدب. وهي «نقلة نوعية وتجريبية في النص السردي المعاصر في مصر» كما ذهب الكاتب إبراهيم فرغلي في جريدة النهار (لبنان). ووفي كتابه «الرواية العربية ورهان التجديد» الصادر عن مجلة دبي الثقافية في مايو 2011 وضعها الناقد والكاتب المغربي الكبير محمد برادة من بين الروايات التي احدثت تجديدًا في الرواية العربية.[6] اعتبر الناقد المعروف الدكتور سيد الوكيل اثنتين من رواياته إنجيل آدم والصنم من بين أهم الروايات الصادرة في العشر سنوات الأولى من القرن الجديد في مقاله النقدي بعدد «كتاب الالفية» من جريدة أخبار الأدب المصرية المعروفة.,[4]

رواية محمد علاء الدين الأولىإنجيل آدم

### المؤلفات
- 2000 أول كتبه وهي العدد الأول من سلسلة «مجانين» وهي سلسلة أصدرتها دار المبدعون للنشر كسلسلة ساخرة- كتبها بالاتشراك مع أحمد العايدي ومحمد فتحي وآخرون، واستمرت حتي العام 2002، هي والسلسلة الأخرى—من ذات الدار—و هي سلسلة «آيس كريم». وزعت مجانين في بعض اعدادها العشرة ما يزيد عن العشرين ألف نسخة في مصر والعالم العربي.
- 2002 سلسلة «كوميكيا» من دار الحسام المصرية وصدر منها اربع اعداد.
- 2003 كتابه الأدبي الأول الضفة الأخرى عن سلسلة إبداعات—الهيئة العامة لقصور الثقافة (مصر).
- 2003 ألبوم القصص المصورة «مغامرات الأمير سيف بن ذي يزن»، بناءً علي مشاركته في ورشة ذات تمويل دولي لفن القصص المصورة (الكوميكس) في مصر في العام 2002. وتمت طبعاته بثلاثة لغات وهي: العربية والإنجليزية والفرنسية.
- 2006 الرواية الأولى إنجيل آدم عن دار ميريت للنشر وصدرت طبعتها الثانية عن كتاب ميزان في العام 2008 (مصر).
- 2007 الرواية الثانية اليوم الثاني والعشرون عن دار العين للنشر (مصر).
- 2008
  - المجموعة القصصية الثانية الحياة السرية للمواطن م عن كتاب ميزان (مصر).
  - كتب حلقات القصص المصورة «سعدان النورس الشقي» في مجلة باسم السعودية (2005-).
  - الرواية الثالثة الصنم (رواية) عن دار (العين) مصر
  - نشرت قصته «الصغير والحالي» مترجمة في مجلة A Public Space الأمريكية في نيويورك في أكتوبر 2009، بترجمة د. همفري ديفيز (مترجم عمارة يعقوبيان وباب الشمس)، كما بالعربية في إصدار خاص من المجلس الأعلى للثقافة في مصر في نوفمير من نفس السنة وهو «عيون القصة القصيرة في مصر».
- 2009 الرواية الرابعة القدم عن دار العين للنشر (مصر).
- 2012 المجموعة القصصية الصغير والحالي عن دار ميريت للنشر (مصر). وكما ترجمت قصة العنوان في مجلة بابلك سبيس الأمريكية، فقد نشرت ترجمة روسية لأحدى قصصها الصوت في جريدة موسكوفكيج كومسوموليتس الروسية في طبعتها المصرية بترجمة سارالاي جينتسبرج في أكتوبر 2012. كما تُرجمت نفس القصة إلي الإيطالية في موقع ايديتورياربا المخصص للأدب العربي بواسطة باربرا بينيني في العام 2014، وأُعيد نشرها بعد يوم واحد في مدونة ميد شيك، التابعة لجمعية آي إس بي آي الإيطالية.
- في يونيو من العام 2013 كتب قصته موسم الهجرة إلى اركيديا ونشرت في عدد أكتوبر من مجلة نزوى الثقافية العمانية، قبل ان تتم ترجمتها في موقع يالا إيطاليا الإيطالي في العام 2014 بواسطة باربرا بينيني. تُرجمت القصة إلى الهولندية أيضا في مجلة تيراد الادبية الهولندية العريقة في العام 2015، قبل نشرها الأول في كتاب بالعربية.
- في يناير 2014، الرواية الخامسة كلب بلدي مدرب عن دار العين للنشر.
- في يناير 2015، المجموعة القصصية الرابعة موسم الهجرة إلى اركيديا من دار ميريت للنشر.
- 2019: الأعراف عن دار نوفل (هاشيت أنطوان- طبعة أولى 2019).[7][8]

كتاب محمد علاء الدين الأدبي الأولالضفة الأخرى

## مساهمات أخرى
- شارك في مؤتمري الرواية العربية والقصة القصيرة العربية الذين نظما في العامين 2008 و2009 على التوالي بالمجلس الأعلى للثقافة- مصر.
- حاضر في جامعة إدنبرة الاسكتلندية في يناير من العام 2010 في محاضرة خاصة عن كتاباته، بدعوة من جمعية الشرق الأوسط بقسم الدراسات الإسلامية بجامعة إدنبرة.
- شارك في المؤتمر الدولي لحقوق الإنسان الذي اقامته الأمم المتحدة في فيينا في العام 1993، كأحد أعضاء وفد الشباب العربي الذي تم اختياره من قبل المجلس العربي للطفولة والتنمية.
- حاضر في برنامج «صرخة» الذي تنفذه منظمة العمل الدولية في مصر المنظمة الكشفية العربية بالقاهرة، وكان موضوع المحاضرة هو تعليم الكتابة الابداعية للأطفال—2004.
- أقام ورشة لتعليم أطفال الإسكندرية الكتابة الابداعية بناءً علي طلب مكتبة الإسكندرية في العام 2004.
- استضافه برنامج الأمم المتحدة الإنمائي برنامج الأمم المتحدة الإنمائي في جلسة استشارة الشباب العربي في فحوى تقرير التنمية الإنسانية العربية للعام 2005 والمعنون بـ«نحو نهوض المرأة في الوطن العربي».
- كرمته جامعنه، جامعة حلوان، باعتباره واحدًا من النماذج المشرفة لخريجي الجامعة، في حفل تخرج الدفعة الجديدة من دارسي كلية الآداب في العام 2010.
- شارك في العام 2014 في مهرجان أونا توري دي ليبري في شمال إيطاليا، ومن ضيوفه لهذه الدورة الكاتب المسرحي الإيطالي الأشهر داريو فو، الحائز على جائزة نويل، حيث خصصت ندوة عن أعماله، وقرأت قصة الصوت ومجتزء من موسم الهجرة لاركيديا بالايطالية.
- شارك في العام 2015 في مهرجان الادب بلاهاي- هولندا، «رايترز انليمتت»، حيث شارك في مائدة مستديرة مع الكاتبة الشهيرة كارين ارمسترونج، وقرأ في ندوة منفصلة من روايته الأخيرة كلب بلدي مدرب.

رواية محمد علاء الدين الثانيةاليوم الثاني والعشرون

- يعمل حاليًا كسيناريست سينمائي.

## الجوائز
- حائز علي المركز الثالث في الرواية على مستوي جمهورية مصر العربية في المسابقة المركزية التي اقامتها هيئة قصور الثقافة عن روايته غير المنشورة «الدوائر» في العام 2004.

## وصلات خارجية
- محمد علاء الدين على موقع أرشيف الشارخ.
- ملف عن أدب القاهرة بمجلة بابلك سابيس الأمريكية وبها قصة محمد علاء الدين
- الفايس بوك عن محاضرة محمد علاء الدين بجامعة إدنبرة محمد علاء الدين  على فيسبوك.
- مقال عن الضفة الأخرى بأخبار الادب  نسخة محفوظة 28 سبتمبر 2007 على موقع واي باك مشين.
- مقابلة مع محمد علاء الدين بأخبار الأدب
- مجتزء من اليوم الثاني والعشرون من أخبار الادب نسخة محفوظة 28 سبتمبر 2007 على موقع واي باك مشين.